# 圣斐理伯圣雅各伯堂
圣斐理伯圣雅各伯堂（Chiesa dei Santi Filippo e Giacomo）是一座罗马天主教教堂，文艺复兴风格，位于意大利那不勒斯圣伯拉修街（Via San Biagio dei Librai），靠近大圣伯拉修堂（San Biagio Maggiore）和圣路济亚圣伯拉修堂（Santa Luciella a San Biagio dei Librai）两座教堂。 
1593年，该区的商人出资修建此堂。目前的教堂则是1758年重建。凹凸立面让人想起弗朗切斯科·博罗米尼的风格；上层雕塑为“宗教”和“信仰”，而下层雕塑《圣斐理伯》和《圣雅各伯》由朱塞佩·萨马蒂诺创作。地面由朱塞佩·马萨设计，圣水钵由多梅尼科·安东尼奥·瓦卡罗设计。唱经楼、中殿\圆顶和墙壁的壁画由雅格布Jacopo Cestaro完成，他还创作了圣所的《圣斐理伯和圣雅各伯》。

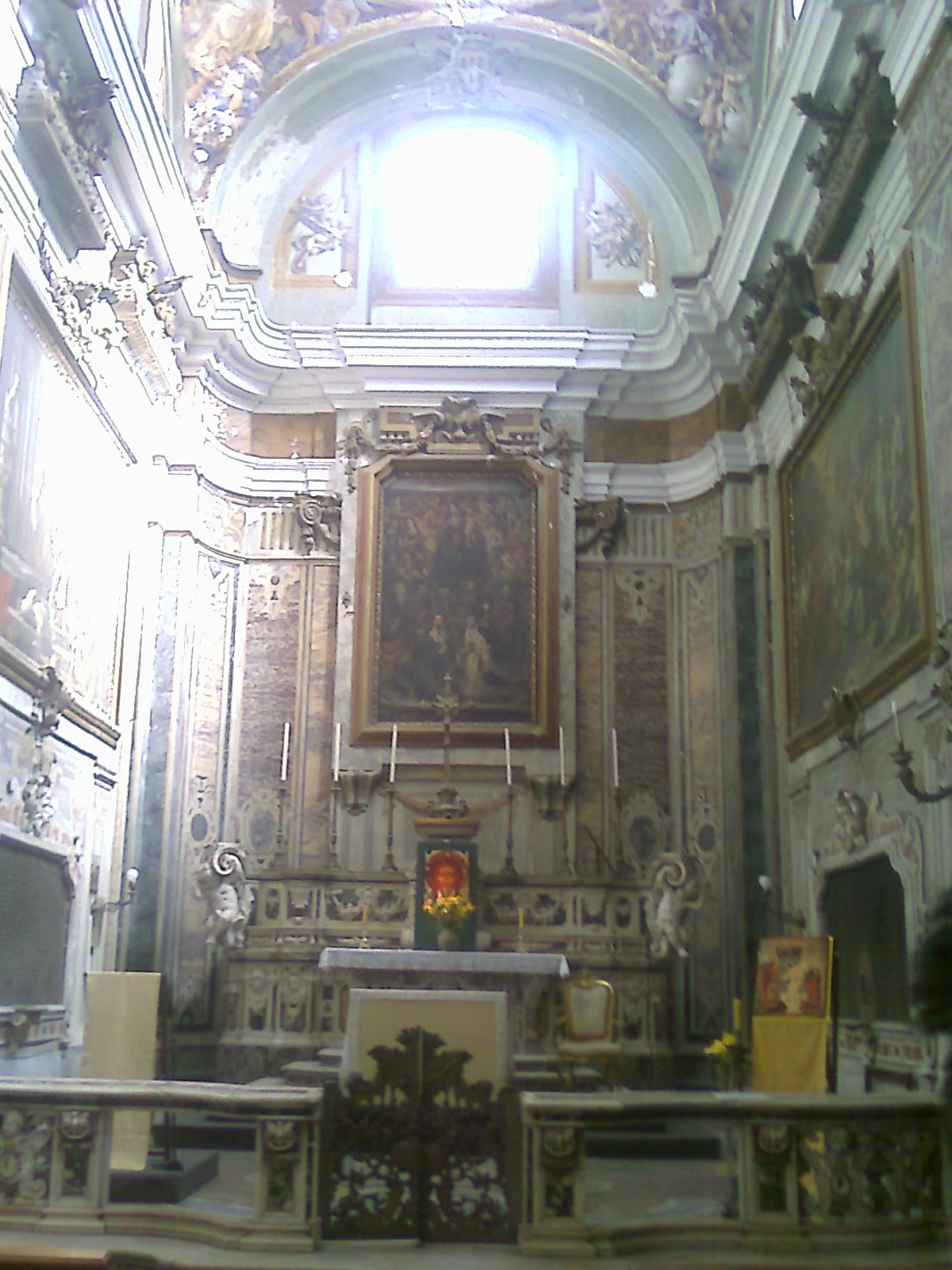
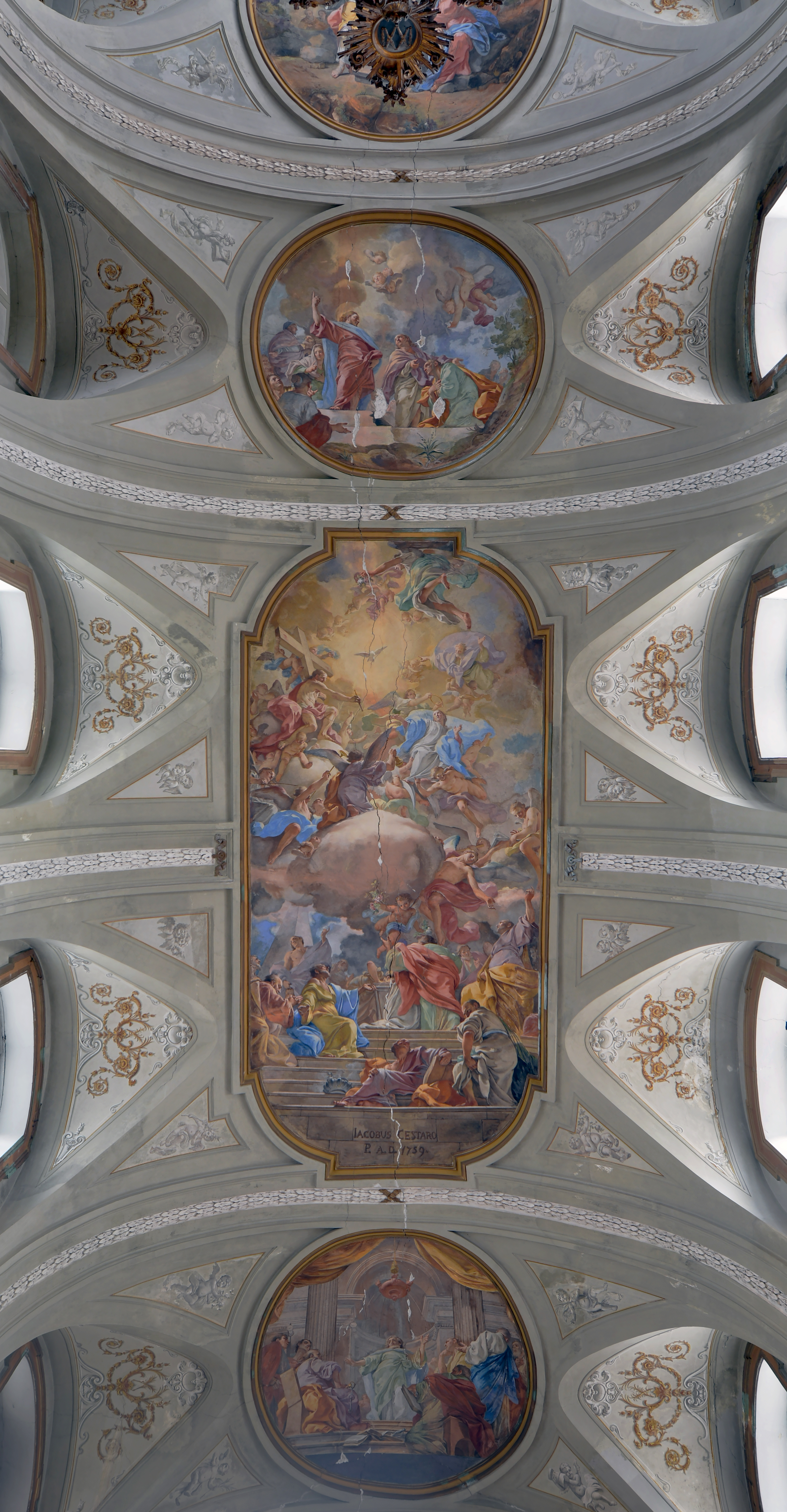
天花板壁画
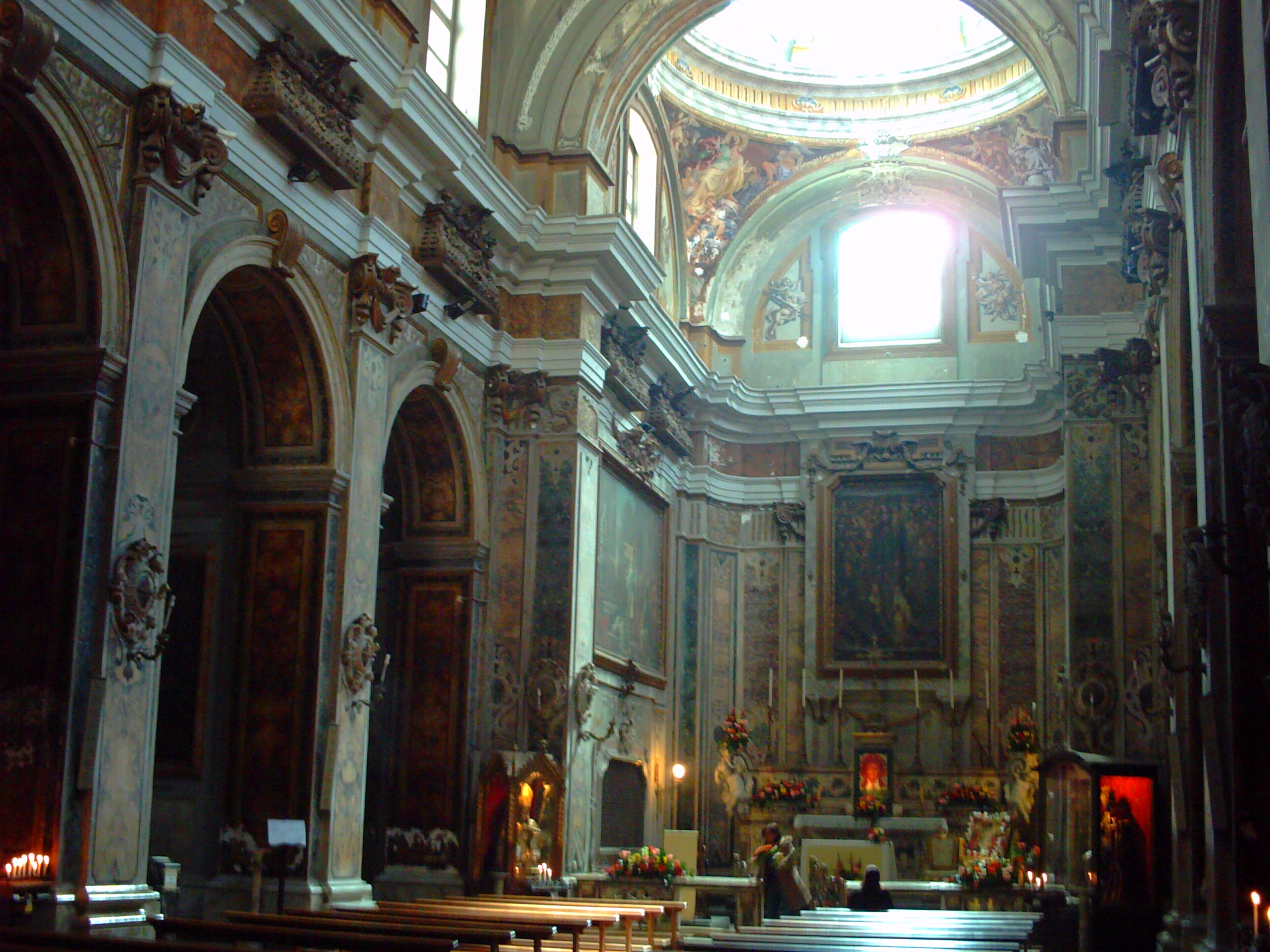
内部